# Abronia reidi
El lagarto arbóreo de Reid (Abronia reidi) es una especie de saurópsido del orden de los escamosos de la familia de los ánguidos. Es endémica de México.

## Distribución
Se localiza en el volcán San Martín de la Sierra de los Tuxtlas, en el estado de Veracruz a unos los 1.637 m s. n. m.. Es arbórea propia de los bosques nublados en el dosel de la selva. Necesitan árboles altos para sobrevivir, por lo que la destrucción de estos sería perjudicial para la especie.